# Hawke's Bay Hawks
Gli Hawke's Bay Hawks sono una società cestistica avente sede a Taradale, in Nuova Zelanda. Fondati nel 1986, tra il 2001 e il 2002 assunsero la denominazione di Mighty Hawks.
Giocano nella National Basketball League.
Disputano le partite interne nella Pettigrew Green Arena, che ha una capacità di 2.500 spettatori.

## Palmarès
- National Basketball League: 1

2006